# Isidoro La Lumia

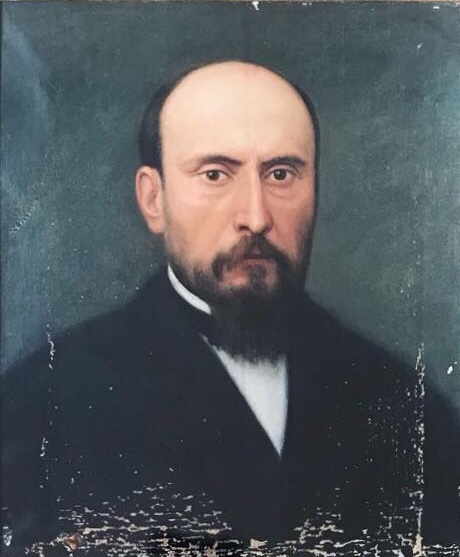
Isidoro La Lumia, Ölgemälde im Fsmedio der Biblioteca Comunale di Palermo (1856)

Isidoro La Lumia (* 1. November 1823 in Palermo; † 28. August 1879 ebenda) war ein italienischer Politiker und Historiker.

## Leben
La Lumia studierte Rechtswissenschaften und wurde nach erfolgreichem Abschluss seines Studiums als Rechtsanwalt zugelassen. Bereits während seines Studiums beschäftigte sich La Lumia mit der Geschichte seiner Heimat Sizilien. 1844 konnte er mit seinem Entwurf einer Geschichte seiner Heimat I Luna e i Perollo debütieren.
Politisch engagiert, wurde La Lumia schon früh ein Anhänger Giuseppe Garibaldis und nahm auch am Aufstand gegen die Bourbonen im Königreich beider Sizilien teil. Zusammen mit Francesco Carlo Bonaccorsi (1816–1905) verfasste La Lumia eine Denkschrift über die politischen Rechte Siziliens, welche Anfang 1849 die Librairie de A. Franck in Paris veröffentlichte. Während der italienischen Unabhängigkeitskriege schloss sich La Lumia 1860 Garibaldis Zug der Tausend an und veröffentlichte dazu sein Pamphlet La restaurazione borbonica e la rivoluzione del 1860 in Sicilia.
1864 avancierte La Lumia zum Direktor des Staatsarchivs in Palermo; ein Amt, das er bis an sein Lebensende innehatte.

## Rezeption
La Lumias Monographien zur sizilischen Geschichte, welche die Zustände auf der Insel im 12. Jahrhundert (unter anderem die Völkervielfalt, das Aufblühen einer gemeinsamen Sprache und Kultur) höchst lebendig und auf Grund gelehrter Studien schilderten, wurden zum Teil noch im 20. Jahrhundert neu aufgelegt. Auch die von ihm begonnene Sammlung sizilianischer Urkunden war richtungsweisend.

## Werke (Auswahl)
- Documenti degli archivi siciliani. Band 1, 1868.
- Estratti di processo per lite feudale del secolo XV. Amenta, Palermo 1878.
- I Luna e i Perollo. 1844.
- Mémoire historique sur les droits politiques de la Sicile. Franck, Paris 1849.
- L’obbligazione cambiaria e il suo rapporto fondamentale. Vallardi, Mailand 1923.
- I Romani e le guerre civili in Sicilia. Turin 1874.
- La Sicilia sotto Carlo V. imperatore.. Lauriel, Palermo 1862.
- La Sicilia sotto Vittorio Amedeo di Savoia. Livorno 1877.
- Storie siciliane. Palermo 1883–84 (4 Bde.)
- Studii di storia siciliana. Palermo 1870 (2 Bde.)